# Rodolphe Claude Perret de Trégadoret
Rodolphe Claude Perret de Trégadoret, né le 10 novembre 1741 à Ploërmel et mort le 17 décembre 1798 à Vannes, est un homme politique français, représentant de la sénéchaussée de Ploërmel pour le Tiers-état aux États généraux de 1789.

## Sources
- « Rodolphe Claude Perret de Trégadoret », dans Adolphe Robert et Gaston Cougny, Dictionnaire des parlementaires français, Edgar Bourloton, 1889-1891 [détail de l’édition]